# HR 8799 b
HR 8799 b je exoplaneta v souhvězdí Pegase, která obíhá HR 8799, hvězdu typu lambda Boötis vzdálenou přibližně 129 světelných roků od Země. Její hmotnost činí 4 až 7 hmotností Jupiteru při poloměru o 10–30 % větším, než má tento plynný obr. Planeta obíhá na orbitě ve vzdálenosti 68 AU, respektive 7 AU uvnitř od vnitřní hrany prachového disku hvězdy, s neznámou výstředností a periodicitou 460 roků, jako nejvzdálenější dosud známá planeta systému HR 8799. Objevena byla americko-kanadským kolektivem Christiana Maroise 13. listopadu 2008 spolu s dalšími dvěma planetami tohoto systému z havajských observatoří Kecka a Gemini. K detekci byla využita technika přímého zobrazení.
V roce 2009 bylo zjištěno, že Hubbleův vesmírný dalekohled (HST) přímo nasnímal planetu HR 8799 b již o jedenáct let dříve, roku 1998. Doporučena tak byla analýza archivních fotografií HST v hledání dalších exoplanet. Vyjma původně nezpracovaných snímků došlo při sestavování profilu také k využití reanalyzovaných dat získaných v roce 2002 z teleskopu Subaru a v letech 2005 a 2007 z Keckovy observatoře.
Systém širokopásmové fotometrie HR 8799 b v atmosféře odhalil hustější oblačnost, než jaká byla obvyklá u známých substelárních těles s větší povrchovou gravitací a stejnou efektivní teplotou. Blízká infračervená spektroskopie indikovala prašnou atmosféru bohatou na vodík a nerovnováhu plynů CO / CH4.
Blízká infračervená spektroskopie provedená z Palomarské observatoře zjistila přítomnost čpavku a/nebo acetylenu, oxidu uhličitého a také stopy methanu. Data z infračerveného spektra Keckova teleskopu v roce 2015 naznačila možnou existenci vody, oxidu uhelnatého a methanu. Znovu provedená analýza dat z roku 2018 pak potvrdila vodu a oxid uhelnatý, ale přítomnost methanu zpochybnila.

## Galerie

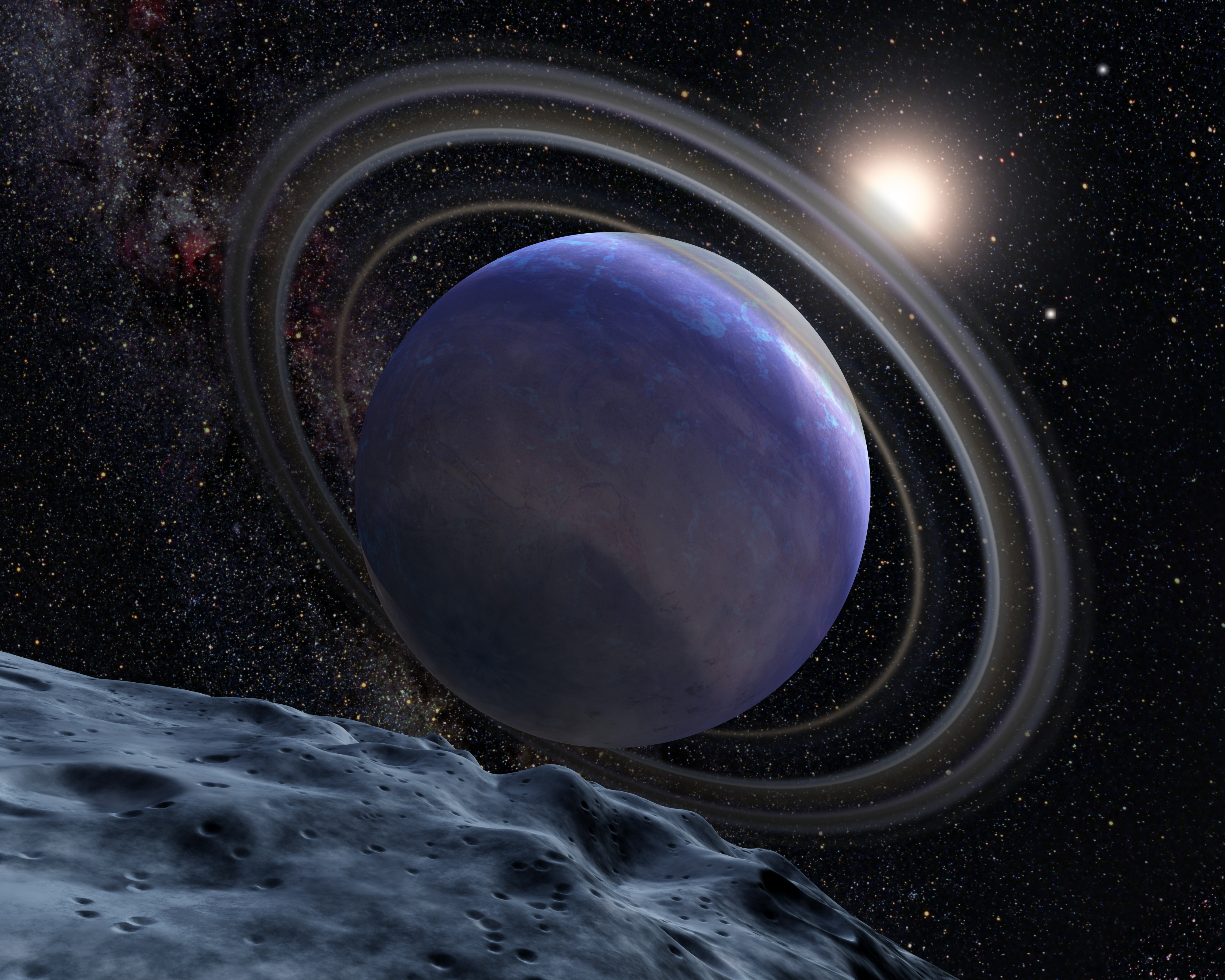
Umělecká představa HR 8799 b z povrchu jejího měsíce